# Chievo (Verona)
Chievo is een plaats (frazione) in de Italiaanse gemeente Verona. De rivier Adige wordt afgedamd, gedeeltelijk ten minste, door de Chievodam.
In Chievo staat de ruïne van wat ooit een riant landhuis was: de Villa Marioni Pullè.